# Miklós Haraszti
Miklós Haraszti (ur. 2 stycznia 1945 w Jerozolimie) – węgierski dysydent, działacz opozycji demokratycznej w czasach komunistycznych.

## Życiorys
W latach 60. studiował na wydziale hungarystyki i filozofii Uniwersytetu Loránda Eötvösa w Budapeszcie, dwukrotnie relegowany i objęty dozorem policyjnym. W 1970 zaczął pracować fizycznie, na podstawie swoich doświadczeń napisał wspólnie z György’em Konrádem książkę Praca na akord o wyzysku robotników w przemyśle państwowym. Pracę powielił i rozpowszechnił wśród znajomych, za co został w 1973 skazany na karę 8 miesięcy pozbawienia wolności w zawieszeniu na 3 lata. W latach 70. nawiązał kontakty z polską opozycją i został symbolicznie członkiem pierwszej redakcji kwartalnika Krytyka.
W 1981 został jednym z redaktorów niezależnego pisma Beszélő („Widzenie” – w znaczeniu spotkania więźnia z osobą go odwiedzającą). Publikował tam artykuły o losach osób represjonowanych z przyczyn politycznych, dążeniach inicjatyw niezależnych, analizował uwikłanie środowisk literackich w system komunistyczny. Angażował się w akcje ulotkowe. W 1988 założył tzw. Sieć Wolnych Inicjatyw. W 1989 został działaczem Związku Wolnych Demokratów, był jego rzecznikiem i sekretarzem prasowym (1989-1991) oraz posłem do parlamentu z jego ramienia (1990-1994). W latach 2004–2010 pełnił funkcję Przedstawiciela Organizacji Bezpieczeństwa i Współpracy w Europie ds. wolności mediów.